# Adam Kadyrov
Adam Ramzanovitch Kadyrov (né le 24 novembre 2007) est un responsable tchétchène et le fils de Ramzan Kadyrov.

## Biographie
Adam Kadyrov est né  dans la famille de Ramzan Akhmatovitch Kadyrov et Medni Moussaïevna Kadyrova. Il est leur troisième fils et leur septième enfant. À cette époque, son père était déjà chef de la République tchétchène.
Selon les journalistes d’investigation du média Proekt, la véritable mère d’Adam serait Zamira (Indira selon son passeport) Dzhabrailova, une maîtresse présumée de Ramzan Kadyrov, âgée de 15 ans au moment de la naissance d’Adam.
En 2013, à l’âge de six ans, il aurait été reconnu comme le plus jeune hafiz de Russie, c’est-à-dire une personne ayant mémorisé le Coran dans son intégralité.
En 2019, à l’âge de 11 ans, il fait une apparition dans la série télévisée turque Diriliş: Ertuğrul
Dès son plus jeune âge, Adam Kadyrov pratique les arts martiaux mixtes (MMA) et la boxe. Il  participe à des tournois internationaux, ses combats étant diffusés sur les chaînes de télévision tchétchènes.

### L'affaire Nikita Jouravel
En 2023, une vidéo diffusée sur Internet montra Adam Kadyrov, alors âgé de 15 ans, frappant Nikita Jouravel, un prisonnier accusé d’avoir brûlé un exemplaire du Coran, dans un centre de détention à Grozny. La vidéo fut publiée par son père, Ramzan Kadyrov, et déclencha une controverse nationale. À la suite de cet épisode, Adam reçoit de nombreuses décorations régionales et civiles.
Lors d’un direct annuel, Ramzan Kadyrov déclare qu’il aurait été « bien » que son fils Adam, alors âgé de 16 ans, « l’ait tué ».

### Carrière politique
En 2023, à l’âge de 15 ans, Adam fut nommé chef du service de sécurité de la République tchétchène. Son père justifie cette nomination par ses mérites supposés envers la République.
En novembre 2023, il est désigné superviseur du bataillon tchétchène Cheikh Mansour, créé un mois plus tôt, et reçoit la « médaille de l’étoile du bataillon Cheikh Mansour ».
Le 29 avril 2024, il est nommé superviseur de l’
Université russe des forces spéciales, située à Goudermès, en Tchétchénie.
Depuis le 1er avril 2025, il est également superviseur du ministère de l’Intérieur pour la République tchétchène.

### Vie privée
À la fin de l’année 2022, des rumeurs ont circulé en Tchétchénie portant atteinte à la réputation de la famille Kadyrov. Selon certaines versions, Adam aurait été impliqué dans une affaire de consommation de drogues ayant conduit à un accident mortel. D’autres rumeurs faisaient état d’une prétendue homosexualité d’Adam et de ses proches.
Les gardes du corps Murat Agmerzoïev et Abdulkerim Edilov, également entraîneur sportif d’Adam, disparurent subitement. Selon le média d'investigation russe Proekt, ils auraient été tués, et Adam aurait ensuite reçu une série de récompenses officielles. Ni Ramzan Kadyrov ni les médias officiels tchétchènes n’ont évoqué leur disparition.